# Apogonia moluccana
Apogonia moluccana är en skalbaggsart som beskrevs av Moser 1913. Apogonia moluccana ingår i släktet Apogonia och familjen Melolonthidae. Inga underarter finns listade i Catalogue of Life.